# بل (اکلاهما)
بل(به انگلیسی: Bell) شهری در ایالت اکلاهما کشور ایالات متحده آمریکا است که جمعیت آن در سرشماری سال ۲۰۱۰ میلادی، ۵۳۵ نفر بوده‌است.